# Gierman Grief
Gierman Oskarowicz Grief (ros. Герман Оскарович Греф, niem. Herrmann Gräf; ur. 8 lutego 1964 w Panfiłowie w Kazachskiej SRR) – rosyjski prawnik, ekonomista i polityk narodowości niemieckiej.

## Życiorys
Urodził się w rodzinie etnicznych Niemców, których deportowano w 1941 roku z Donieckiego Zagłębia Węglowego do Kazachstanu. Niewiele później stamtąd przenieśli się do rosyjskiej części ZSRR.
W 1990 roku ukończył studia prawnicze na Uniwersytecie Państwowym w Omsku. Po ukończeniu studiów pracował jako wykładowca akademicki na Wydziale Prawa Uniwersytetu w Omsku. W latach 1990–1993 odbywał studia doktoranckie na Wydziale Prawa Uniwersytetu Państwowego w Petersburgu.
Do 1998 roku pracował na różnych stanowiskach w administracji Petersburga związanych głównie ze sprawami zarządzania mieniem publicznym i nieruchomościami: był konsultantem prawnym (1991–1992), naczelnikiem agencji ds. zarządu mieniem (1992), przewodniczącym komitetu ds. zarządu mieniem i zastępcą szefa administracji rejonowej w Pietrodworcu (1992–1994), zastępcą przewodniczącego komitetu ds. zarządu mieniem miasta i dyrektorem Departamentu Nieruchomości (1994–1997) oraz wicegubernatorem – przewodniczącym komitetu ds. zarządu mieniem miasta.
W 1998 roku był członkiem kolegium Ministerstwa Własności Państwowej. W latach 1998–2000 pełnił funkcję pierwszego zastępcy ministra własności państwowej. Od 1999 roku zasiadał w kolegium Federalnej Komisji Rynku Papierów Wartościowych.
Od 2000 roku pełnił funkcję ministra rozwoju ekonomicznego i handlu. Jest uważany za liberalnego reformatora i jedną z najważniejszych osób w gospodarce rosyjskiej. Na początku 2005 roku obiektem krytyki stała się polityka społeczna rządu rosyjskiego, której współautorem był Grief. W Rosji doszło do protestów emerytów przeciwko reformie systemu świadczeń socjalnych. Mimo krytyki i protestów Grief zachował stanowisko i wpływ na kształtowanie polityki gospodarczo-społecznej.
We wrześniu 2007 roku został zdymisjonowany, a w listopadzie tego samego roku objął funkcję prezesa Sbierbanku.
Decyzją z dnia 8 kwietnia 2022 roku Rada Unii Europejskiej nałożyła na Griefa sankcje za wspieranie działań podważających integralność terytorialną, suwerenność i niezależność Ukrainy.

## Życie prywatne
Żonaty, ma dwie córki. Grief włada trzema językami. Zna angielski, a poza ojczystym rosyjskim mówi także w języku przodków, po niemiecku.